# Wybrzeże Leopolda
Wybrzeże Leopolda (ang. Luitpold Coast, hiszp. Costa Confín) – część wybrzeża Ziemi Coatsów na Antarktydzie Wschodniej.
Leży na zachód od Lodowca Szelfowego Filchnera (jego skraj leży na 36°00′W) do lodowca Hayes Glacier (27°54′W), który oddziela je od Wybrzeża Cairda. Przylega do niego wschodnie Morze Weddella. Wybrzeże zostało odkryte przez niemiecką wyprawę antarktyczną z lat 1911–1912. Dowódca wyprawy Wilhelm Filchner nazwał je na cześć księcia Bawarii, Luitpolda.